# Joan de Rocatallada
Joan de Peratallada, (en occità Joan de Ròcatalhada i en llatí Johannes de Rupescissa) va ser un alquimista franciscà occità o català segons diferents posicions historiogràfiques, que morí probablement el 1362 a Avinyó. Malgrat alguns estudis el fan nàixer a Peratallada la historiografia moderna no dubta del seu origen occità
Juntament amb Ramon Llull i Arnau de Vilanova, és considerat un dels grans mestres de l'alquímia medieval, que va ser la precursora de la química moderna abans de l'establiment del mètode científic i per aquest motiu als nostres dies considerada una pseudociència. Marcelino Menéndez Pelayo comparà aquest autor amb Arnau de Vilanova i l'inclogué a la seva “Historia de los heterodoxos españoles” on afirmava amb rotunditat que Peratallada, Llull i Vilanova eren el triumvirat per excel·lència de la ciència catalana del segle xiv. Joan de Rocatallada, va escriure un tractat molt influent titulat De consideratione quintae essentiae en què designava l'alcohol amb el termes aqua vitae o quinta essentia, que considerava la panacea contra tota malaltia. La seva defensa de la quinta essentia va animar els farmacèutics a cercar altres quintes essències de minerals i plantes, fent nàixer així les bases de la iatroquímica que es va desenvolupar el segle xvi.

## Biografia
Estudià durant cinc anys a la Universitat de Tolosa, entrant després al monestir franciscà d'Aurillac, on continuà amb els seus estudis. Els seus experiments amb la destil·lació el van portar a descobrir el que anomenà aqua vitae o quintae essentiae, que segons ell servia per a curar qualsevol mal.
Les seves profecies, on interpretava arbitràriament l'Apocalipsi, i les denúncies d'abusos eclesiàstics van provocar el malestar dels seus superiors, que va acabar amb el seu empresonament pels Papes Climent VI i Innocenci VI. A la presó va escriure les seves obres "Visiones seu revelationes" i "Vade Mecum in tribulatione".